# Emidio Revelli
Emidio Revelli (Taggia, 31 gennaio 1930 – Taggia, 30 giugno 2006) è stato un politico e avvocato italiano.

## Biografia
Esponente della Democrazia Cristiana, fu eletto alla Camera per quattro legislature, restando in carica dal 1968 al 1983. In particolare, ottenne 26.649 preferenze alle politiche del 1968, 26.995 alle politiche del 1972, 28.491 alle politiche del 1976 e 31.293 alle politiche del 1979.
Dal 1984 al 1987 fu consigliere comunale a Sanremo.